# Jonathan Quartey
Jonathan Quartey, né le 2 juin 1988 à Accra, est un footballeur ghanéen évoluant au poste de défenseur central.

## Biographie
Issu du centre de formation ghanéen des Liberty Professionals, il intègre en 2005, l'équipe de Heart of Lions pour y achever sa formation. Lors du championnat ghanéen de 2006, Jonathan est prêté à deux formations différentes, l'Inter Allies FC lors de la phase aller puis l'Ashanti Gold SC lors de la phase retour.
En 2007, il dispute sa première saison pleine avec le Heart of Lions. Repéré lors de la Coupe de la confédération (Coupe de l'UEFA africaine), il s'engage en 2008 avec l'équipe sud-africaine des Kaizer Chiefs FC.
Ses bonnes prestations lui offrent ses premières sélections en équipe nationale du Ghana, et les regards des recruteurs européens.
En juin 2009, il s'engage avec l'OGC Nice pour une durée de 4 ans.
En août 2010, il est prêté au club de Samsunspor, club de D2 turque. Mais là-bas aussi, il ne joue que très peu et revient à Nice en juin 2011 avant de résilier son contrat le 19 juillet 2011.
Le 27 janvier 2012, les relations contractuelles sont rompues d'un commun accord avec l'OGC Nice, Jonathan est donc libre de s'engager où il le souhaite.

## Carrière en club
- 2002 - 2004:  Liberty Professionals
- 2005 - 2007:  Heart of Lions
  - 2006: (prêt)  Inter Allies FC
  - 2006: (prêt)  Ashanti Gold SC
- 2008-2009:  Kaizer Chiefs FC
- 2009-jan. 2012:  OGC Nice
  - 2010-2011 : (prêt)  Samsunspor

## Palmarès
- 9 sélections en Équipe nationale du Ghana